# Кетрішул-Ноу
Кетрішул-Ноу (рум. Chetrișul Nou) — село у Фалештському районі Молдови. Входить до складу комуни Келінешть.